# Izauria

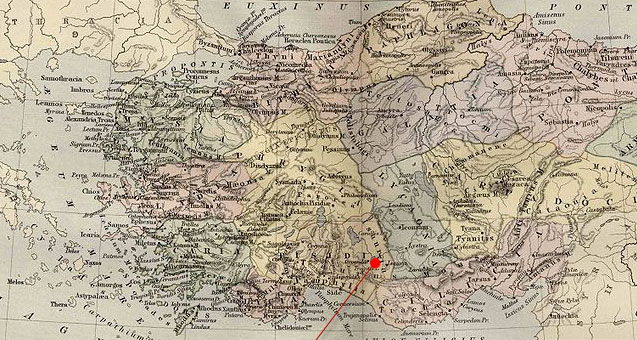
Położenie Izaurii na terenie Azji Mniejszej

Izauria (gr. Ἰσαυρία) – starożytna kraina w południowej Azji Mniejszej. Obecnie jej większość leży w granicy tureckiej gminy Bozkır w prowincji Konya.
Z Izaurii miał pochodzić cesarz Leon III, ale w rzeczywistości urodził się on w Syrii.

## Etymologia
Nazwa wywodzi się prawdopodobnie z jęz. luwijskiego, którym posługiwali się Luwijczycy, jedno z plemion zamieszkujących państwo Hetytów, graniczące z Izaurią od północnego wschodu. Jednocześnie swoją nazwę kraina zawdzięcza dwóm starożytnym miejscowościom: Isaura Palaea (gr. Ίσαυρα Παλαιά "Stara Izauria") i Isaura Nea (gr. Ίσαυρα Νέα "Nowa Izauria), wzniesionym przez lokalną ludność.

## Historia
Początkowo Izauria była niezależną krainą, rozciągającą się od gór Taurus na południu po Likaonię na północy i wschodzie. Od zachodu graniczyła z Pizydią.
W okresie nowego państwa, nad granicę nadciągnęli Hetyci ale prawdopodobnie nie wkroczyli do Izaurii. Pierwszymi zdobywcami byli Lidyjczycy, którzy wykorzystali upadek państwa asyryjskiego, postępujący mocno w VII w. p.n.e. i opanowali zachodnią i środkową część Azji Mniejszej. Kres okupacji lidyjskiej nastąpił w 547 p.n.e., kiedy to król Lidii Krezus wszczął wojnę z perskim władcą Cyrusem II Wielkim i został rozbity, a państwo zajęte przez wroga. Izauria pozostawała częścią Persji do czasów Aleksandra Wielkiego.
Na przełomie 334 i 333 p.n.e. do Azji Mniejszej wkroczyła armia grecko-macedońska Aleksandra III Macedońskiego i podbiła całą perską Anatolię (a więc także Izaurię). Po rozpadzie imperium Aleksandra, Izauria weszła w skład państwa jednego z jego diadochów – Seleukosa, jako jego część wysunięta najbardziej na zachód. Izauria stała się wtedy kraina graniczą z państwami Lizymacha (na zachodzie) i Ptolemeusza I (na południu).
Upadające państwo seleucydzkie nie zdołało utrzymać kontroli nad zachodnimi granicami i rejon ten zagarnęło państwo Pergamonu. W I w. p.n.e. zaczęła narastać zależność od Rzymian, choć początkowo formalnie zwierzchność ta przypadała Galatom (z woli Rzymu). Podział cesarstwa rzymskiego w 395 sprawił, że Izauria znalazła się w Cesarstwie wschodniorzymskim ze stolicą w Konstantynopolu. W tym okresie, w latach 492-97 Izauria zbuntowała się (tzw. wojna izauryjska), ale cesarz Anastazjusz I zdołał zakończyć powstanie.
W końcu XII w. Izaurię wraz z innymi terenami Azji Mniejszej podbili Seldżukidzi, a w 1390 Turcy Osmańscy i od tego czasu Izauria nieprzerwanie pozostaje w Turcji.